# Legión Árabe Libre
La Legión Árabe Libre (en árabe: جيش بلاد العرب الحرة‎; en alemán: Legion Freies Arabien) fue una unidad militar de la Alemania nazi conformada con voluntarios árabes de Oriente Medio y el norte de África durante la Segunda Guerra Mundial.

## Historia
Fue creada por Amin al-Husseini y Rashid Ali, cuando este sugirió la formación de una milicia de voluntarios árabes en las filas alemanas, que fue aprobado por Adolf Hitler en 1941. La unidad se basaba en una fuerza, comandada por Hellmuth Felmy, sobre todo para apoyar la revuelta pro-Eje en el entonces Reino de Irak, la cual fue aplastada por los británicos. La unidad inicialmente fue colocada en Siria e incluyó varios expatriados árabes iraquíes y sirios. Después de la conquista de Siria por las fuerzas británicas y la Francia Libre, la unidad fue trasladada a Sunio, Grecia. Allí se sumaron más tropas árabes y musulmanas que se encontraban en suelo europeo, como prisioneros de guerra o voluntarios.
En la Operación Antorcha los aliados conquistaron Túnez, que había sido gobernado por la Francia de Vichy. Durante los combates el mando alemán llamó a los árabes de Túnez a unirse a la Legión.
Tras la muerte de su comandante, La Legión Árabe fue retirada del frente, y en noviembre de 1943 sirvió en el Peloponeso, en Grecia, conjuntamente a las fuerzas implicadas en la ocupación de Grecia por las fuerzas del eje, en la División de Infantería 41, participando en la represión de la insurrección antifascista en Grecia.

## Galería de fotos

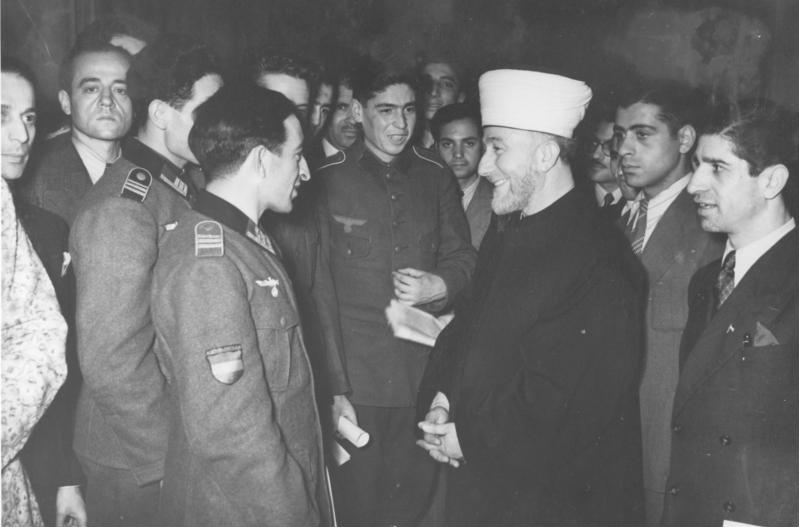
Encuentro de Al-Husseini con voluntarios musulmanes en la inauguración del Instituto Central islámico en Berlín el 18 de diciembre de 1942, durante el festivo musulmán de Eid al-Adha.
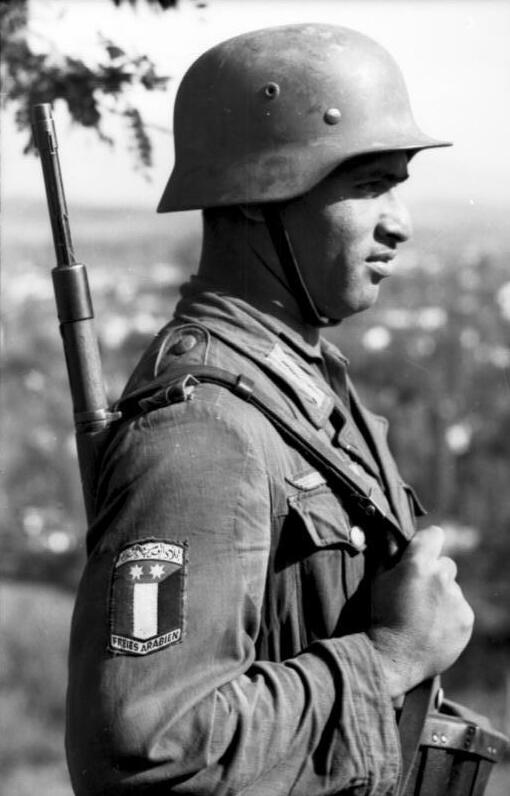
La insignia de la Legión Árabe Libre en el uniforme de un soldado tomada el 23 de septiembre de 1943.
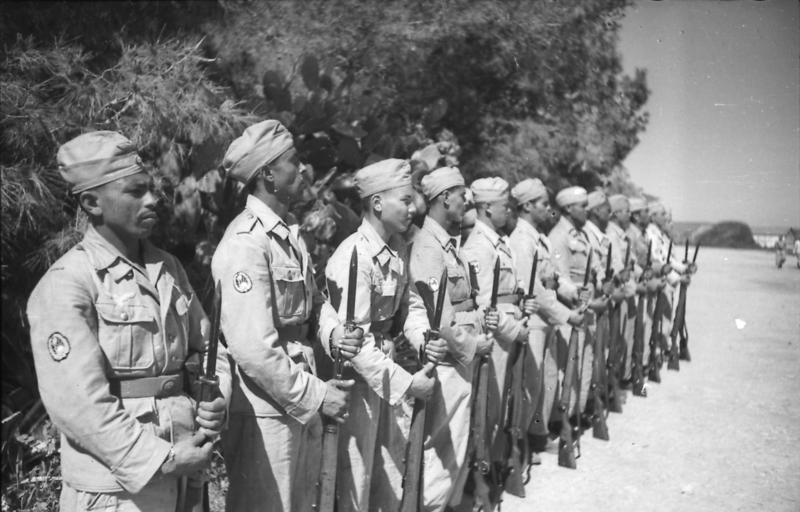
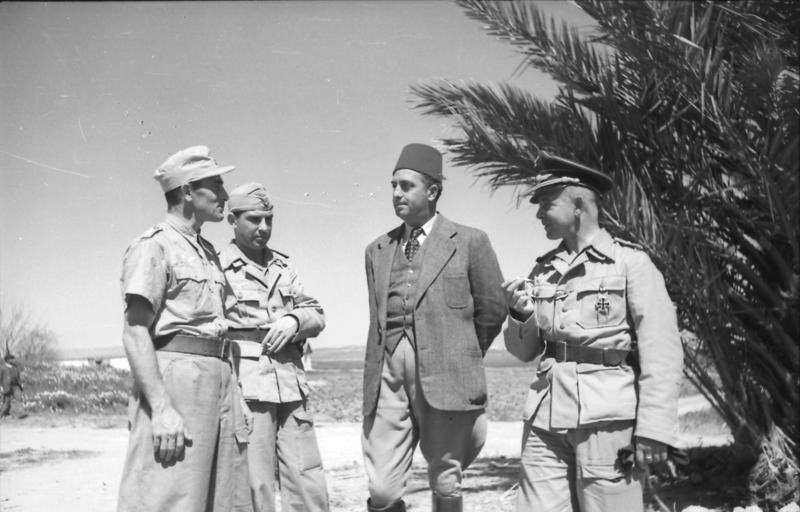
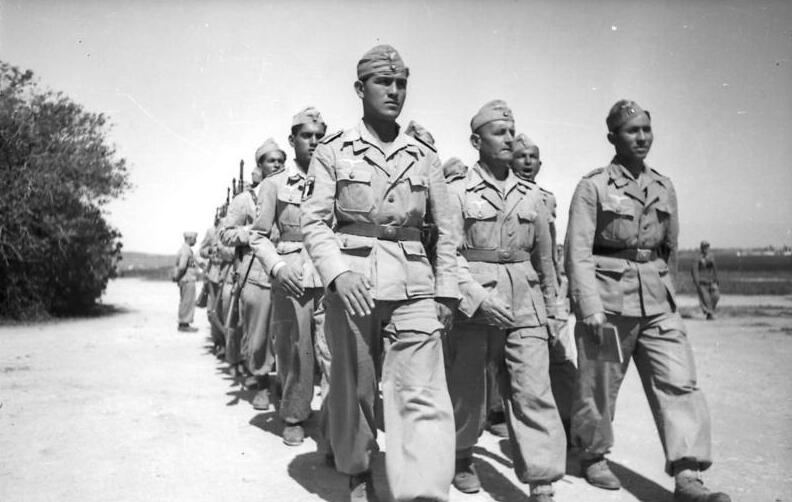
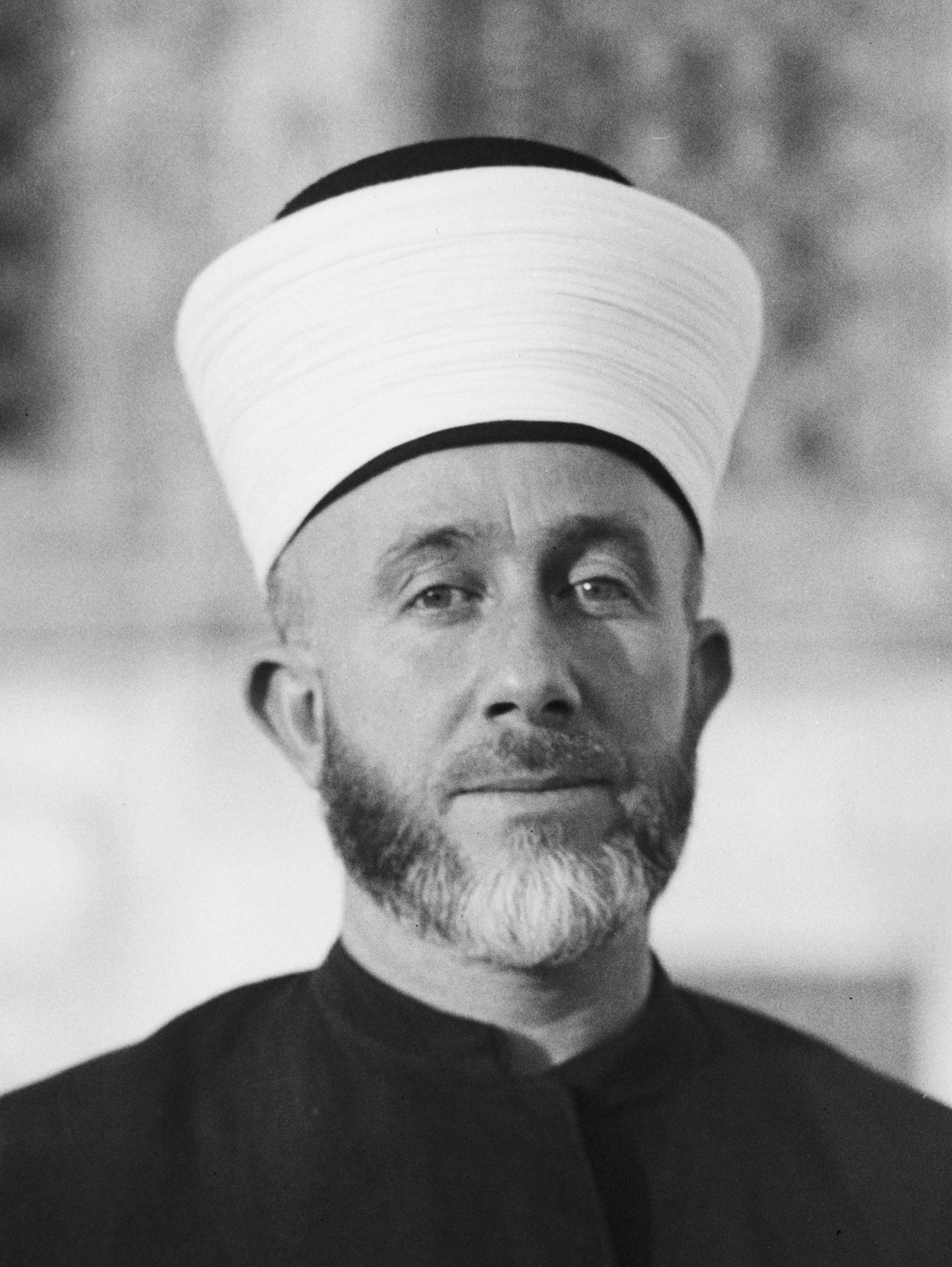
Amin al Husayni, líder político y religioso musulmán en el Mandato Británico de Palestina y principal aliado islámico del Tercer Reich, de los creadores de la Legión Árabe Libre.